# Kochanovce, Bardejov
Kochanovce este o comună slovacă, aflată în districtul Bardejov din regiunea Prešov. Localitatea se află la altitudinea de 241 m deasupra n.m., se întinde pe o suprafață de 5,53 km2 și în 2017 număra 255 de locuitori.

## Istoric
Localitatea Kochanovce este atestată documentar din 1377.

## Demografie
| An:                | 1994 | 2004    | 2014   | 2024   |
| ------------------ | ---- | ------- | ------ | ------ |
| Număr de persoane: | 233  | 259     | 252    | 261    |
| Diferență:         |      | +11,15% | −2,70% | +3,57% |

| An:                | 2023 | 2024   |
| ------------------ | ---- | ------ |
| Număr de persoane: | 262  | 261    |
| Diferență:         |      | −0,38% |